# Ларинівська сільська рада
Ла́ринівська сільська́ ра́да — адміністративно-територіальна одиниця та орган місцевого самоврядування в Новгород-Сіверському районі Чернігівської області. Адміністративний центр — село Ларинівка.

## Загальні відомості
Ларинівська сільська рада утворена у 1917 році.
- Територія ради: 103,026 км²
- Населення ради: 914 особи (станом на 2001 рік)

## Населені пункти
Сільській раді підпорядковані населені пункти:
- с. Ларинівка
- с. Бугринівка
- с. Солов'їв
- с. Фаївка

## Склад ради
Рада складалася з 12 депутатів та голови.
- Голова ради: Подковко Леонід Григорович
- Секретар ради: Дацько Ганна Іванівна

### Керівний склад попередніх скликань
| Прізвище, ім'я, по батькові | Основні відомості                                                               | Дата обрання | Дата звільнення |
| --------------------------- | ------------------------------------------------------------------------------- | ------------ | --------------- |
| Акуленко В'ячеслав Петрович | Сільський голова, 1949 року народження, безпартійний                            | 26.03.2006   | 31.10.2010      |
| Подковко Леонід Григорович  | Сільський голова, 1955 року народження, освіта середня спеціальна, безпартійний | 31.10.2010   |                 |

Примітка: таблиця складена за даними сайту Верховної Ради України

### Депутати
За результатами місцевих виборів 2010 року депутатами ради стали:

#### За суб'єктами висування
| Суб'єкт висування | Кількість обраних депутатів | %    |
| ----------------- | --------------------------- | ---- |
| Самовисування     | 11                          | 91,7 |
| Партія регіонів   | 1                           | 8,3  |

#### За округами
| № округу        | Прізвище, ім'я, по батькові      | Дата визнання обраним | Освіта             | Партійна приналежність                          | Відомості про обраного депутата                   |
| --------------- | -------------------------------- | --------------------- | ------------------ | ----------------------------------------------- | ------------------------------------------------- |
| Партія регіонів |                                  |                       |                    |                                                 |                                                   |
| 5               | Попелуха Борис Олексійович       | 03.11.2010            | середня спеціальна | член Партії регіонів                            | тимчасово не працює                               |
| Самовисування   |                                  |                       |                    |                                                 |                                                   |
| 1               | Довиденко Валентина Василівна    | 03.11.2010            | вища               | позапартійна                                    | Ларинівська сільська рада, бухгалтер              |
| 2               | Козюля Лідія Миколаївна          | 03.11.2010            | вища               | позапартійна                                    | ПП «Бородавко А. В.», м. Київ, продавець          |
| 3               | Шкарабура Любов Федорівна        | 03.11.2010            | вища               | позапартійна                                    | тимчасово не працює                               |
| 4               | Акуленко Наталія Олександрівна   | 03.11.2010            | середня спеціальна | позапартійна                                    | тимчасово не працює                               |
| 6               | Волкогон Надія Василівна         | 03.11.2010            | вища               | член Прогресивної соціалістичної партії України | пенсіонер                                         |
| 7               | Дацько Ганна Іванівна            | 03.11.2010            | вища               | позапартійна                                    | Ларинівська сільська рада, секретар               |
| 8               | Курганська Олена Олексіївна      | 03.11.2010            | середня            | позапартійна                                    | ТОВ «Колос», вагирь                               |
| 9               | Макотра Микола Володимирович     | 03.11.2010            | середня спеціальна | член Прогресивної соціалістичної партії України | ТОВ «Колос», механізатор                          |
| 10              | Карась Галина Василівна          | 03.11.2010            | вища               | позапартійна                                    | Фаївська загальноосвітня школа І-ІІ ст., директор |
| 11              | Волкогон Леонід Олександрович    | 03.11.2010            | середня спеціальна | член Прогресивної соціалістичної партії України | тимчасово не працює                               |
| 12              | Петроченко Володимир Миколайович | 03.11.2010            | середня спеціальна | член Прогресивної соціалістичної партії України | Шосткинський молокозавод, збірник молока          |